# Llindarització
La llindarització és un mètode bàsic de processament digital d'imatges emprat en segmentació d'imatges. L'aplicació més senzilla d'aquesta tècnica estableix un valor d'intensitat llindar; si els píxels tenen un valor més gran que el llindar se'ls assigna a una regió i, en cas contrari, se'ls assigna a una altra regió. El resultat és una imatge binària obtinguda a partir d'una imatge d'intensitat.
Hi ha diverses aplicacions d'aquest mètode. Quan el llindar és una constant aplicable a tota la imatge el procés se sol anomenar llindarització global. Per altra banda, si el llindar canvia a diferents zones de la imatge el terme emprat sol ser llindarització variable. La denominació de llindarització local o regional de vegades s'empra per referir-se a un llindar que canvia segons les propietats dels píxels o punts veïns. Si el llindar depèn de les coordenades espacials en si mateixes aleshores se sol referir a llindarització dinàmica o adaptativa. Tot i això, l'ús d'aquests termes no és universal. Una de les tècniques més potents s'anomena el mètode d'Otsu, que obté el llindar global òptim minimitzant l'error d'assignació dels píxels a les regions.
La llindarització gaudeix d'una posició central en moltes aplicacions de visió per ordinador a causa de les seves propietats intuïtives, la simplicitat d'implementació i la velocitat de processament. Tot i això, aquest mètode també té nombroses limitacions ja que no considera la posició dels píxels per segmentar, és sensible a variacions de llum i, generalment, només és aplicable a casos senzills on els objectes d'interès i el fons són fàcilment diferenciables.

## Llindarització per intensitat
La idea bàsica d'emprar llindarització per intensitat en segmentació és molt senzilla. Donada una imatge {\displaystyle I(x,y)} s'escull un llindar {\displaystyle T} de tal manera que els píxels amb un valor superior al llindar són assignats a una regió mentre que els de valor inferior es classifiquen a l'altra regió. Els píxels o punts {\displaystyle (x,y)} de la imatge {\displaystyle I(x,y)} amb un valor superior al llindar se solen anomenar punts d'objecte. Per altra banda, en cas contrari s'anomenen punts de fons.
Així, la llindarització crea una imatge binària {\displaystyle b(x,y)} a partir de la imatge d'intensitat original {\displaystyle I(x,y)} segons el criteri matemàtic de l'equació (1). La convenció usada és de 0 per punts de fons i 1 per píxels d'objecte tot i que es poden usar altres valors.

| {\displaystyle b(x,y)={\begin{cases}1\quad si\quad I(x,y)>T\\0\quad si\quad I(x,y)\leq \ T\end{cases}}} | \| \| \| \| \| \| \| \| | (1) |
| |                         |     |
| |                         |     |
A més a més del fons i un objecte, hi pot haver un segon tipus d'objecte amb diferent intensitat. En aquests casos, es pot fer servir la llindarització múltiple, classificant els píxels {\displaystyle (x,y)} fent servir dos llindars com a l'equació (2). Aleshores, a partir de la imatge d'intensitat original s'obté una segmentació {\displaystyle s(x,y)} amb tres regions possibles {\displaystyle (a,b,c)} classificades segons dos llindars {\displaystyle T_{1}} i {\displaystyle T_{2}}.

| {\displaystyle s(x,y)={\begin{cases}a\quad si\quad I(x,y)>T_{2}\\b\quad si\quad T_{1}<I(x,y)\leq \ T_{2}\\c\quad si\quad I(x,y)\leq \ T_{1}\end{cases}}} | \| \| \| \| \| \| \| \| | (2) |
| |                         |     |
| |                         |     |
Els problemes de segmentació que requereixen més de dos llindars solen ser molt difícils de resoldre. En aquests casos, per aconseguir millors resultats, s'han d'emprar altres mètodes, com la llindarització variable.